# Pivkovice
Pivkovice (en allemand : Piwkowitz) est une commune du district de Strakonice, dans la région de Bohême-du-Sud, en République tchèque. Sa population s'élevait à 78 habitants en 2020.

## Géographie
Pivkovice se trouve à 15 km au sud-est de Strakonice, à 38 km au nord-ouest de České Budějovice et à 104 km au sud-sud-ouest de Prague.
La commune est limitée par Drahonice au nord et au nord-est, par Skočice au sud-est et par Bílsko au sud et à l'ouest.

## Histoire
La première mention écrite du village date de 1358.